# Moncestino
Moncestino (piemontesisch Mustin) ist eine italienische Gemeinde in der Provinz Alessandria (AL), Region Piemont.

## Lage und Einwohner
Die Gemeinde Moncestino liegt 55 km nordwestlich von der Provinzhauptstadt Alessandria entfernt und umfasst eine Fläche von 6 km². Zusammen mit den fünf Fraktionen Cignaretto, Coggia, Ganoia, Piagera und Seminenga hat die Gemeinde 191 (Stand 31. Dezember 2023) Einwohner. Sie liegt südlich des Po und grenzt an die beiden Provinzen Turin und Vercelli.
Die Nachbargemeinden sind Crescentino, Fontanetto Po, Gabiano, Verrua Savoia und Villamiroglio.

## Geschichte

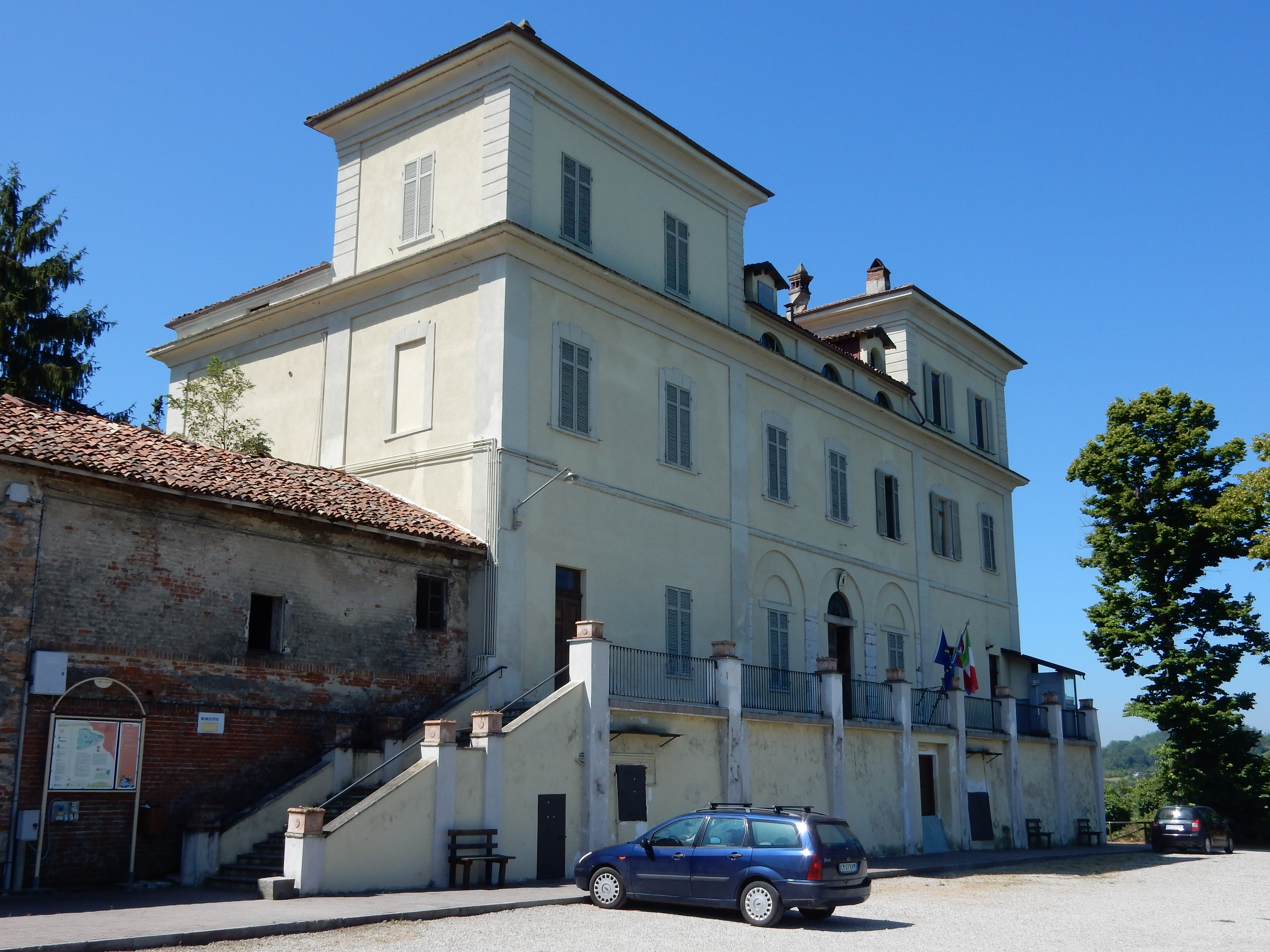
Palast von Moncestino, heute Rathaus

Sein ab 1349 urkundlich erwähnter Name wird durch die Formen Moncestinus und Moncexinus dokumentiert, die höchstwahrscheinlich vom botanischen Namen Cistus Selvifolius abgeleitet sind. Seine Ursprünge reichen bis ins Mittelalter zurück. Viele Jahrhunderte lang gehörte es den Markgrafen von Monferrato, die es als Lehen mit Grafentitel der Herrschaft Miroglio der nahegelegenen Gemeinde Villamiroglio übertrugen.

## Sehenswürdigkeiten
- Die Überreste des von der Familie Miroglio erbauten Schlosses.
- Die Villa del Carretto di Moncrivello, in der Nähe der Burgruinen gelegen.
- Der Barilis-Palast, heute das Rathaus.
- Die Pfarrkirche Santa Maria Assunta, erbaut ab 1763.

## Weinbau
Einige Parzellen der Rebflächen um Moncestino gehören zur DOC Rubino di Cantavenna. Bei Moncestino werden auch Reben der Sorte Barbera für den Barbera d’Asti, einen Rotwein mit DOCG Status, sowie für den Barbera del Monferrato angebaut.